# Harald Natvig
Harald Natvig   (Stavanger, 10 de juny de 1872 - Hjerkinn, 1 d'agost de 1947) va ser un metge i tirador noruec que va competir durant el primer quart del segle xx. En el seu palmarès destaquen cinc medalles olímpiques, tres d'elles d'or.
Natvig es va graduar el 1898 i va treballar com a metge a Lyngør, Kristiansund i Flakstad. Posteriorment també ho va fer a Bergen i Oslo. Durant la Primera Guerra Balcànica (1912-1913) va treballar com a cirurgià en un hospital de camp serbi. En la Guerra Civil finlandesa de 1918 va formar part d'una ambulància de la Creu Roja. A finals de 1918 va publicar un llibre de fotografies fetes durant la Guerra Civil finlandesa.
El 1920 va prendre part en els Jocs Olímpics d'Anvers, on disputà quatre proves del programa de tir, amb un excel·lent resultat, ja que guanyà dues medalles d'or, en cérvol mòbil, tret simple per equips i cérvol mòbil, doble tret per equips i una de bronze en a prova individual de cérvol mòbil, tret simple. Fou setè en la prova de fossa Olímpica per equips.
El 1924, als Jocs de París, disputà cinc proves del programa de tir, en les què guanyà dues noves medalles: la d'or en cérvol mòbil, tret simple per equips i la de plata en cérvol mòbil, doble tret per equips.